# Vulingjuan
Vulingjuan ([ù.lǐŋ.ɥɛň], kitajsko 武陵源) je slikovito in zgodovinsko območje v okrožju Vulingjuan južno-osrednje Kitajske province Hunan. Leta 1992 je bilo vpisano na Unescov seznam svetovne dediščine.  Več kot 3000 kvarcitnih peščenjakovih stolpov in vrhov stoji v območju, višjih več kot 200 m, skupaj s številnimi grapami in soteskami s privlačnimi potoki, tolmuni, jezeri, rekami in slapovi. Tu najdemo 40 jam, mnoge z velikimi kalcitnimi nanosi in dva naravna mostova, Šjanrenšjao (Most nesmrtnih) in Tjančjašengkong (Most preko neba).
Območje leži med 29°16′0″N 110°22′0″E / 29.26667°N 110.36667°E in 29°24′0″N 110°41′0″E / 29.40000°N 110.68333°E v mestu Džangdžjadžje  in približno 270 kilometrov severozahodno od Čangša (Changsha), glavnega mesta province Hunan. Park obsega površino 690 kvadratnih kilometrov. Vulingjuan je del pogorja Vuling. Slikovito območje sestavljajo štirje narodni parki, Narodni gozdni park Džangdžiadžje, Naravni rezervat doline Suoši, Naravni rezervat Tjandzi in nedavno dodano območje Jangdžjadžje. Na ogled je več kot 560 znamenitosti. 